# Prefeitura de Las Vegas
Prefeitura de Las Vegas
A Prefeitura de Las Vegas é o centro do governo municipal da cidade de Las Vegas, Nevada. Está localizado no centro da cidade, com sua entrada principal na Main Street. 

## História
Este edifício substituiu o antigo edifício utilizado desde 1973. Construído pela Forest City Enterprises, o edifício altamente sustentável apresenta vários recursos ecologicamente corretos, como 33 árvores solares produtoras de energia, bem como painéis solares no telhado que reduzem os custos de energia. Um display de luz LED programável na fachada frontal pode exibir vários padrões durante a noite.  